# Fischbach, Birkenfeld
Fischbach là một đô thị thuộc huyện Birkenfeld, bang Rheinland-Pfalz, Đức. Đô thị này có diện tích 4 km².